# Il rifugiato dell'abbazia
Il rifugiato dell'abbazia (The Sanctuary Sparrow) è un giallo storico di ambientazione medievale scritto dall'autrice britannica Ellis Peters. Si tratta del settimo romanzo in cui indaga il monaco benedettino Fratello Cadfael. Pubblicato per la prima volta in lingua originale nel 1982 è arrivato nelle librerie italiane nel 1993, tradotto da Riccardo Valla.

## Trama
La vicenda si svolge a Shrewsbury nella primavera dell'anno 1140, poche settimane dopo la Pasqua. 
È sera inoltrata e i monaci dell'abbazia dei Santi Pietro e Paolo sono riuniti in chiesa per la preghiera. All'improvviso odono dei rumori provenienti dall'esterno e poi un ragazzo mezzo morto di paura si slancia in chiesa e chiede asilo all'abate. Egli è inseguito e malmenato da numerosi abitanti di Shrewsbury, molti dei quali alticci. Questi gridano che il giovane si è macchiato dei crimini di furto e omicidio. L'abate accetta di dare asilo al fuggiasco e scaccia immediatamente il gruppo di scalmanati, avvisandoli di tornare al mattino con i tutori della legge, se desiderano formulare un'accusa legittima. 
Quando la folla urlante lascia finalmente il luogo di preghiera, l'abate fa medicare il fuggiasco a fratello Cadfael, sperando che il giovane possa confidarsi con il monaco, facendo luce sugli eventi. Il ragazzo dice di chiamarsi Liliwin e di essere un acrobata e suonatore girovago. Egli poi racconta la sua versione dei fatti che lo hanno condotto lì. Trovandosi a Shrewsbury, egli era stato ingaggiato per la serata, in occasione del matrimonio di Daniel Aurifaber, il figlio dell'orefice Walter. Durante i festeggiamenti, un invitato alticcio lo aveva spinto mentre si esibiva e una bella brocca era caduta, rompendosi. La nonna dello sposo, l'aveva prontamente scacciato dandogli solo uno dei tre soldi pattuiti come compenso, tenendo conto del risarcimento per la brocca. Amareggiato, egli era fuggito dalla città e si era messo a dormire in mezzo a dei cespugli. Circa un'ora dopo, aveva udito una folla inferocita che lo cercava, gridando all'assassino. Egli era perciò fuggito per chiedere asilo.
L'indomani mattina i cittadini, capeggiati da Daniel Aurifaber e accompagnati dallo sceriffo Prestcote e dal borgomastro Geoffrey Corviser, si recano all'abbazia con le loro accuse. L'imputazione relativa al furto dei beni custoditi nella cassaforte dell'orefice resta, ma l'omicidio si rivela essere una semplice aggressione. Walter Aurifaber era solo svenuto a causa di un colpo in testa ed è vivo.
Lo sceriffo interroga il sospettato, ma accetta di rispettare il periodo di asilo che dura quaranta giorni. A capo delle indagini viene posto Hugh Beringar, vicesceriffo della contea e grande amico di fratello Cadfael. Insieme, il vicesceriffo e il monaco, indagano a fondo per cercare la verità. 
Tuttavia, il mistero si infittisce quando, solo due giorni dopo,  viene scoperto il cadavere dell'affittuario dell'orefice, il fabbro Baldwin Peche. Il suo corpo è trovato da fratello Cadfael nel fiume Severn e prontamente ripescato, ma non si tratta di un annegamento accidentale: egli è stato ucciso. Subito la popolazione chiede che Liliwin sia arrestato per l'omicidio, nonostante nessuno possa provare che abbia messo piede fuori dalle mura dell'abbazia o che abbia mai nemmeno incontrato la vittima.
Le indagini di fratello Cadfael e Beringar li porteranno a scoprire quali segreti si celino nell'abitazione dell'orefice, chi sia l'autore del furto e a chi si debba imputare l'omicidio.

## Adattamento televisivo
Nella serie televisiva britannica Cadfael – I misteri dell’abbazia, prodotta dalla ITV, ogni episodio è la trasposizione di uno dei romanzi che hanno come protagonista il monaco benedettino.  Il rifugiato dell'abbazia è stato adattato nel secondo episodio della prima stagione.

## Edizioni italiane
- Ellis Peters, Il rifugiato dell’abbazia, traduzione di Riccardo Valla, Milano, TEA, 1993, ISBN 88-7819-380-1.